# 水色計
水色計（すいしょくけい）は海、湖沼、河川などを、比色測定する際に用いる装置、指標液。
昼間、垂直方向に見た水面を基準に比色測定する際に用いる。
一般的には、水色標準液を水色計と言うが、近年CCDなど光学系のデジタル技術の進歩により、デジタル化が進んでいる。
デジタル化の背景には、標準液を比較使用した場合、個人の感覚的な誤差が発生し、正確性が乏しくなるとされている。
MOS-2等の地球観測衛星にはリモートセンシング技術を応用した水色計が備えられている。